# 高橋亜季
高橋 亜季（たかはし あき）は、千葉県出身。 日本のテレビ番組ディレクター。
趣味は銭湯。武蔵小山の清水湯によく行く。
現在（２０２４年）は大阪の延羽の湯（鶴橋店）によく行く。
「美肌サウナが最高！」との事。あくまで岩盤浴ではない。
大阪での活動名は Aki TAKAHASHI
★担当番組
・テレビ朝日『10万円でできるかな』『帰れマンデー見っけ隊』『岩井＆花澤 まんが未知』ディレクター
・YouTube ホスト裏側密着『ひろむん代表』総合演出、ディレクター

★過去の担当番組（レギュラー）
・日本テレビ『人生が変わる1分間の深イイ話』
・テレビ朝日『陸海空 地球征服するなんて』にて、取材ディレクターとして活躍。
　「豪華客船アース」、「地球アンケート」は、ロケ・編集。
　「激安!いいね!アース」「ドローンアース」「年末特番 無人島サバイバル生活」は、編集。
・テレビ朝日『サン・ジェルマン伯爵は知っている』ディレクター
・テレビ朝日『10万円でできるかな』の前身番組『キス濱ラーニング』から担当。その時はAD。

★過去担当番組（単発、特番）
・AbemaTV『29.4 ワタシの本心 with anan』ディレクター
・フジテレビ『マッチングハウス』ディレクター
・TBS『坂上&指原のつぶれない店』ディレクター
・テレビショッピングのRopping『駅チカ人情食堂』ディレクター
・テレビ東京『YOUは何しに日本へ?』空港取材ディレクター
・よゐこ濱口優 YouTube『濱口優と秘密基地』ディレクター
・関西テレビ『グータンヌーボ2』ディレクター → 大好きな番組で一度だけ担当させてもらった
・テレビ朝日 特番『いきなり！超過酷伝説。』AD